# Karnap
En karnap er betegnelsen for et fremspringende parti, forsynet med døre og/eller vinduer, på en bygnings facade. En karnap kan have forskellige udformninger – siderne kan være buede, skråt afskårne eller møde facaden i en ret vinkel.Karnapper på villaer findes typisk i stueetagen, mens karnapper på etageejendomme oftest begynder i første sals højde og fortsætter opad.